# Muel, Tây Ban Nha
Muel là một đô thị ở tỉnh Zaragoza, Aragon, Tây Ban Nha. Theo điều tra dân số 2004 của Viện thống kê Tây Ban Nha (INE), đô thị này có dân số là 1.142 người. Diện tích đô thị này là 79 ki-lô-mét vuông. Đô thị này cách thủ phủ Zaragoza 27 km.

## Biến động dân số
| 1991 |  | 1996 |  | 2001 |  | 2004 |
| ---- |  | ---- |  | ---- |  | ---- |
| 1196 |  | 1128 |  | 1108 |  | 1142 |